# Anthurium caloveboranum
Anthurium caloveboranum är en kallaväxtart som beskrevs av Thomas Bernard Croat. Anthurium caloveboranum ingår i släktet Anthurium och familjen kallaväxter. Inga underarter finns listade.